# ۱۲۱۰ (خورشیدی)
۱۲۱۰ هزار و دویست و دهمین سال هجری خورشیدی است.

## زادگان
- ۲۵ تیر - ناصرالدین‌شاه قاجار، (درگذشت: ۱۲۷۵)، چهارمین پادشاه سلسله قاجاریه در ایران.